# 오카모토 신야
오카모토 신야(일본어: 岡本 真或, 1974년 10월 21일 ~ )는 일본의 전 프로 야구 선수이며, 퍼시픽 리그인 도호쿠 라쿠텐 골든이글스의 소속 선수(투수)였다.
2008년까지의 등록명 및 본명은 岡本 真也(동음).

## 인물

### 아마추어 시절
노무라 가쓰야의 출신 고등학교인 교토 부립 미네야마 고등학교를 졸업하고 사회인 야구팀인의 사토 공무점에 입사하였지만 이후 팀의 해체로 인해 사회인 시대에만 5개의 팀을 전전하다가 야마하에 입단하면서 활약했다. 이후 프로 야구 드래프트에서는 주니치 드래건스로부터 4위로 지명을 받아 입단했다.

### 프로 입단 후

#### 주니치 드래건스 시대
입단 후 2년 간의 별다른 활약을 보여주지는 못했지만, 다른 선발 투수의 부진으로 인해 찬스를 잡아 프로 3년째 시즌을 맞아있어 선발로서의 두각을 나타낸다. 30세 가까운 나이에 시속 150 km/h의 가까운 속구를 던지게 되면서 높은 탈삼진률을 기록했다. 이 해 긴테쓰로부터 이적해 온 오쓰카 아키노리로부터 피칭과 관련된 밀접한 영향을 받았다고 오카모토 본인이 말하기도 했다.
2004년에는 전년도에 선발 투수였으나 체력이 부족할 정도로 5회에 들어서는 강판당하는 일이 많았지만 이 해부터 중간 계투로서 전념하게 되었다. 중간 계투의 오른팔로서 개인 최다인 63경기에 등판하여 2.03의 평균자책점, 9승 4패라는 성적을 끌어 올리기도 했고 데뷔 후 처음으로 올스타전에 출전 자격을 얻게 되었다. 한층 더 최우수 중간 계투 투수라는 타이틀을 획득했다. 이듬해인 2005년에는 선발 투수진의 부진도 있었지만, 전반기에서만 중간 계투로서 10승을 기록했다. 그러나 갑작스런 부상으로 후반기에 전력을 이탈했지만 그런데도 57경기에 등판하여 3.14의 평균자책점을 기록했다.
2006년에도 중간 계투로서 활약을 했지만 2단 모션으로부터의 폼 교정에 의해 고생한 적도 있었고 안정된 상태가 좀처럼 지속되지 않아 불안정한 투구가 계속되었다. 인터리그전에서는 맹활약을 했지만 리그와의 경기에서는 평균자책점이 4점대로 나오는 등 신통찮은 성적을 남겼다. 2007년 시즌에는 새로운 투구 폼에 친숙해져 전반기에서는 평균자책점이 제로에 가까울 정도로 경이적인 피칭을 보여주었을 뿐만 아니라 3년 만에 60경기 이상 등판해 평균자책점 2.89, 리그 3위이자 개인 최다인 38홀드를 기록, 주니치의 클라이맥스 시리즈 제패, 일본 시리즈 우승, 아시아 시리즈 제패에 공헌했다.

#### 사이타마 세이부 라이온스 시대
이듬해 2008년에는 FA로 주니치에 이적한 와다 가즈히로의 보상 선수로 사이타마 세이부 라이온스로 이적, 주니치의 선수로서는 처음으로 인적 보상으로 이적한 선수가 되었다. 와타나베 히사노부 감독은 “더 바랄 나위 없는 선수를 획득할 수 있었다”라고 말해 당시 중간 계투진의 과제였던 만큼 실적을 근거로 하여 높게 평가를 했고, 오카모토 자신도 이에 관해서는 “자신에게 있어서 플러스가 되었다고 생각한다”라고 말했다. 등번호는 주니치에 있었을 때와 마찬가지로 12번으로 정해졌다. 이적 직후에는 세이부의 약점이기도 한 중간 계투진의 강화에 성공하면서 5월의 중순 무렵까지는 평균자책점이 1점대의 활약을 하면서 베이징 올림픽 야구 일본 대표팀의 1차 후보로 선수 발탁되었다. 그러나 시즌 후반에 라쿠텐의 야마사키 다케시, 오릭스의 알렉스 카브레라에게 홈런을 허용하는 등 저조한 성적을 남겼다. 그 때문에 2군으로 강등되는 경험을 했지만 1군으로 다시 승격한 이후에는 본래의 모습을 되찾아 컨디션을 회복했다. 전년도와는 안정된 투구 내용은 아니었지만 6년 연속이 되는 40경기 등판에 달성하면서 팀내 2위인 18홀드를 기록해 세이부의 리그 우승, 일본 시리즈 우승, 아시아 시리즈 제패에 공헌했다. 양대 리그에서 일본 시리즈 우승과 아시아 시리즈 제패를 경험한 첫 번째 선수가 되었다.
이듬해인 2009년 2월 4일, 등록명을 발음과 똑같은 岡本真也(동음)에서 岡本慎也(동음)로 변경했고, 정규 시즌에서는 성적 부진으로 인해 6월 27일에 2군으로 강등되어 그 후에는 단 한 번도 1군으로 복귀하는 일이 없이 10월 2일에 방출 통보를 받았다.

#### LG 트윈스시대
오카모토는 현역 생활을 계속 하겠다고 밝히면서 2009년 11월 LG 트윈스의 입단 테스트를 받았고, 2010년 1월에 정식으로 계약을 맺어 LG 트윈스 구단 사상 최초의 일본인 선수가 되었다. 등번호는 56번으로 결정함과 동시에 등록명도 발음과 똑같은 岡本真或(동음)로 변경했다. 우규민이 경찰 야구단에 입대하여 마무리 투수 자리에 공백이 생기자 마무리 투수로 기용되었다. 2010년 3월 27일, 대구에서 열린 삼성 라이온즈와의 개막 경기에 등판하여 세이브를 기록, 대한민국 무대에 본격 데뷔하였다.
그러나 10월 29일 LG와의 재계약이 결렬되면서 11월 19일 다시 테스트를 받아 도호쿠 라쿠텐 골든이글스로 이적하여 일본 야구계에 복귀하게 되었다.

#### 도호쿠 라쿠텐 골든이글스시대
2011년 시즌 도호쿠 라쿠텐 골든이글스에서의 1군 등판 기회는 한 번도 없었으나 2군에서 24경기에 등판해 24이닝 2/3를 던져 1승 1패와 평균자책점 4.01을 기록했고 10월 9일에 방출 통보를 받았다. 이후 현역에서 은퇴하였다.

## 은퇴 이후
도호쿠 라쿠텐 골든이글스에서 현역 은퇴 후 센다이시 아오바구 코크브 마치에서 곱창 전골과 우동의 음식점을 개업했다.

## 출신 학교
- 교토 부립 미네야마 고등학교

## 선수 경력
사회인 시대
- 사토 공무점
- 아베 기업
- 야오한
- 암웨이 레드삭스
- 야마하

NPB
- 주니치 드래건스(2001년 ~ 2007년)
- 사이타마 세이부 라이온스(2008년 ~ 2009년)
- 도호쿠 라쿠텐 골든이글스(2011년)

KBO
- LG 트윈스(2010년)

## 수상·타이틀 경력
- 최우수 중간 계투 투수 : 1회(2004년)

## 개인 기록
- 첫 등판 : 2001년 10월 2일, 대 요코하마 베이스타스 26차전(나고야 돔)
- 첫 탈삼진 : 상동.
- 첫 승리 : 2003년 6월 8일, 대 히로시마 도요 카프 14차전(나고야 돔)
- 첫 홀드 : 2005년 4월 5일, 대 야쿠르트 스왈로스 1차전(메이지 진구 구장)
- 첫 세이브 : 2005년 5월 18일, 대 홋카이도 닛폰햄 파이터스 2차전(삿포로 돔)

## 등번호
- 12(2001년 ~ 2009년)
- 56(2010년)
- 61(2011년)

## 등록명
- 岡本 真也(2001년 ~ 2008년)
- 岡本 慎也(2009년)
- 岡本 真或(2010년 ~ )

## 연도별 성적
| 연도      | 소속      | 등 판 | 선 발 | 완 투 | 완 봉 | 무 볼 넷 | 승 리 | 패 전 | 세 이 브 | 홀 드 | 승 률 | 타 자 | 투 구 회 | 피 안 타 | 피 홈 런 | 볼 넷 | 고의 사구 | 死 구 | 탈 삼 진 | 폭 투 | 보 크 | 실 점 | 자 책 점 | 평균 자책점 | WHIP |
| --------- | --------- | ----- | ----- | ----- | ----- | -------- | ----- | ----- | -------- | ----- | ----- | ----- | -------- | -------- | -------- | ----- | --------- | ----- | -------- | ----- | ----- | ----- | -------- | ----------- | ---- |
| 2001년    | 주니치    | 3     | 0     | 0     | 0     | 0        | 0     | 0     | 0        | --    | ----  | 22    | 6.0      | 0        | 0        | 5     | 0         | 1     | 6        | 0     | 0     | 0     | 0        | 0.00        | 0.83 |
| 2002년    | 주니치    | 7     | 0     | 0     | 0     | 0        | 0     | 0     | 0        | --    | ----  | 51    | 10.2     | 15       | 2        | 4     | 1         | 1     | 10       | 0     | 0     | 12    | 11       | 9.28        | 1.78 |
| 2003년    | 주니치    | 40    | 12    | 0     | 0     | 0        | 4     | 6     | 0        | --    | .400  | 398   | 97.0     | 79       | 9        | 27    | 2         | 3     | 96       | 10    | 0     | 39    | 36       | 3.34        | 1.09 |
| 2004년    | 주니치    | 63    | 0     | 0     | 0     | 0        | 9     | 4     | 0        | --    | .692  | 304   | 75.1     | 60       | 6        | 26    | 1         | 2     | 85       | 4     | 0     | 19    | 17       | 2.03        | 1.14 |
| 2005년    | 주니치    | 57    | 0     | 0     | 0     | 0        | 10    | 3     | 1        | 17    | .769  | 272   | 63.0     | 60       | 4        | 30    | 2         | 2     | 65       | 3     | 0     | 22    | 22       | 3.14        | 1.43 |
| 2006년    | 주니치    | 56    | 0     | 0     | 0     | 0        | 4     | 1     | 1        | 18    | .800  | 226   | 53.0     | 51       | 5        | 21    | 3         | 1     | 56       | 3     | 0     | 21    | 20       | 3.40        | 1.36 |
| 2007년    | 주니치    | 62    | 0     | 0     | 0     | 0        | 5     | 2     | 0        | 33    | .714  | 225   | 56.0     | 43       | 3        | 21    | 2         | 1     | 44       | 2     | 0     | 18    | 18       | 2.89        | 1.14 |
| 2008년    | 세이부    | 47    | 0     | 0     | 0     | 0        | 0     | 2     | 0        | 18    | .000  | 182   | 42.1     | 38       | 5        | 21    | 2         | 0     | 42       | 9     | 0     | 18    | 18       | 3.83        | 1.39 |
| 2009년    | 세이부    | 22    | 0     | 0     | 0     | 0        | 0     | 1     | 0        | 6     | .000  | 97    | 22.2     | 18       | 2        | 14    | 0         | 0     | 17       | 5     | 0     | 10    | 10       | 3.97        | 1.41 |
| 2010년    | LG        | 46    | 0     | 0     | 0     | 0        | 5     | 3     | 16       | 1     | .600  | 205   | 48.0     | 36       | 6        | 29    | 4         | 4     | 40       | 5     | 0     | 17    | 16       | 3.00        | 1.35 |
| NPB : 9년 | NPB : 9년 | 357   | 12    | 0     | 0     | 0        | 32    | 19    | 2        | 92    | .627  | 1777  | 426.0    | 364      | 36       | 169   | 13        | 13    | 421      | 36    | 0     | 159   | 152      | 3.21        | 1.25 |
| KBO : 1년 | KBO : 1년 | 46    | 0     | 0     | 0     | 0        | 5     | 3     | 16       | 1     | .600  | 205   | 48.0     | 36       | 6        | 29    | 4         | 4     | 40       | 5     | 0     | 17    | 16       | 3.00        | 1.35 |

- 2011년 기준.
- 2011년은 1군 출장 없음.